# Scott Travis
Scott Travis, född 6 september 1961 i Norfolk, Virginia, är en amerikansk trummis, känd framförallt som medlem i heavy metal-bandet Judas Priest.
1980 flyttade han till Kalifornien och spelade i olika lokalband. Senare flyttade han för att spela i bandet Racer X, med bland annat gitarristen Paul Gilbert. Hans karriär flöt på till 1989 då han ersatte Dave Holland i Judas Priest. Han debuterade på albumet Painkiller 1990 och har varit kvar i bandet sedan dess. När Rob Halford försvann ur gruppen 1992 följde Scott med till dennes grupp Fight, där han spelade mellan 1993 och 1995. Samtidigt var han dock fortfarande officiell medlem i Judas Priest.

## Diskografi i urval
Judas Priest
- 1990 – Painkiller
- 1997 – Jugulator
- 2001 – Demolition
- 2005 – Angel of Retribution
- 2008 – Nostradamus
- 2014 – Redeemer of Souls

Racer X
- 1987 – Second Heat
- 1999 – Technical Dificulties
- 2000 – Superheroes
- 2002 – Getting Heavier

Fight
- 1994 – War of Words
- 1995 – A Small Deadly Space